# Alois Funk
Alois Funk (* 4. Dezember 1914 in Lubenz, Österreich-Ungarn; † 25. Dezember 1942 in Lubenz, Reichsgau Sudetenland) war ein deutscher römisch-katholischer Geistlicher und Märtyrer.

## Leben
Alois Funk studierte katholische Theologie in Prag und wurde am 29. Juni 1939 ebenda zum Priester geweiht. Als Kaplan wirkte er in Schönbach bei Eger und ab 1940 in Mies. Wegen seiner Opposition zum Nationalsozialismus wurde er von der Gestapo verhaftet und verbrachte 15 Monate im Gefängnis. Dann wurde er freigelassen, starb aber kurz darauf im Alter von 28 Jahren an den Folgen der Haft.

## Gedenken
Die Römisch-katholische Kirche in Deutschland hat Alois Funk als Märtyrer aus der Zeit des Nationalsozialismus in das deutsche Martyrologium des 20. Jahrhunderts aufgenommen.